# Escola Kanō
A Escola de Kanō (狩 野 派 Kanō-ha?) é uma das mais célebres escolas da pintura japonesa.
Foi fundada por Kano Masanobu (1434-1530), contemporâneo de Sesshu e estudante de Shubun. Alguns estudiosos escrevem que apesar de Masanobu dominar os elementos da pintura chinesa e do estilo Shubun, ele foi, em geral um pintor medíocre e com falta de originalidade e criatividade em comparação com os seus professores. No entanto, Masanobu tornou-se um pintor oficial na corte do Shogun, e foi essa posição elevada que concedeu a influência e fama da Escola Kanō. Os artistas que o seguiram aprimoraram o seu estilo e métodos, e dentro de uma década a escola acabou por florescer.
Os trabalhos da escola são os paradigmas da arte no período Momoyama, e enquanto a maioria das escolas se especializaram apenas num estilo, meio ou forma, a escola de Kanō especializou-se em dois. Os pintores Kanō trabalhavam frequentemente em grande escala, pintando cenas da natureza, pássaros, plantas, água, ou outros animais em portas de correr ou telas, cobrindo o fundo com folha de ouro. Alguns dos mais famosos exemplos podem ser encontrados no Castelo Nijō em Kyoto.
A escola também é conhecida, no entanto, pelas suas paisagens monocromáticas de tinta sobre seda. os pintores de tinta Kanō componham fotos muito planas, mas equilibradas, impecavelmente detalhadas nas descrições realistas de animais e de outros assuntos em primeiro plano com o abstrato, muitas vezes, totalmente em branco, nuvens e outros elementos de fundo. O uso do espaço negativo para indicar a distância, e que implica neblina, nuvens, céu ou no mar é traçada a partir de modelos tradicionais chinesas e é usada maravilhosamente pelos artistas Kanō. É interessante, talvez, notar as pinceladas muito corajosas e ousadas, assim, as imagens são obtidas no que é frequentemente, um meio muito subtil e suave.
Também é interessante notar o contraste entre as pinturas monocromáticas habilmente pintadas de tinta e as formas quase berrantes, mas não menos belas, de ouro no papel que esses artistas criaram para enfeitar paredes e telas.

## Artistas da Escola
- Kanō Masanobu (1434–1530): fundador.
- Oguri Sotan (1413–81)
- Kanō Motonobu (1476–1559): filho de Masanobu.
- Kanō Eitoku (1543–1590)
- Kanō Hideyoru (d. 1557)
- Kanō Domi (1568–1600)
- Kanō Sanraku (1559–1635)
- Kanō Sansetsu (1589–1651): líder da Escola Kyōganō, uma ramificação da escola Kanō com sede em Kyoto.
- Kanō Eino (1631–1697)
- Kanō Tan'yū (1602–1674)
- Kanō Tanshin (1653-1718)
- Kanō Hōgai (1828-1888)
- Hashimoto Gahō (1835-1908)
- Watanabe Shiko (1683-1755)

## Galeria

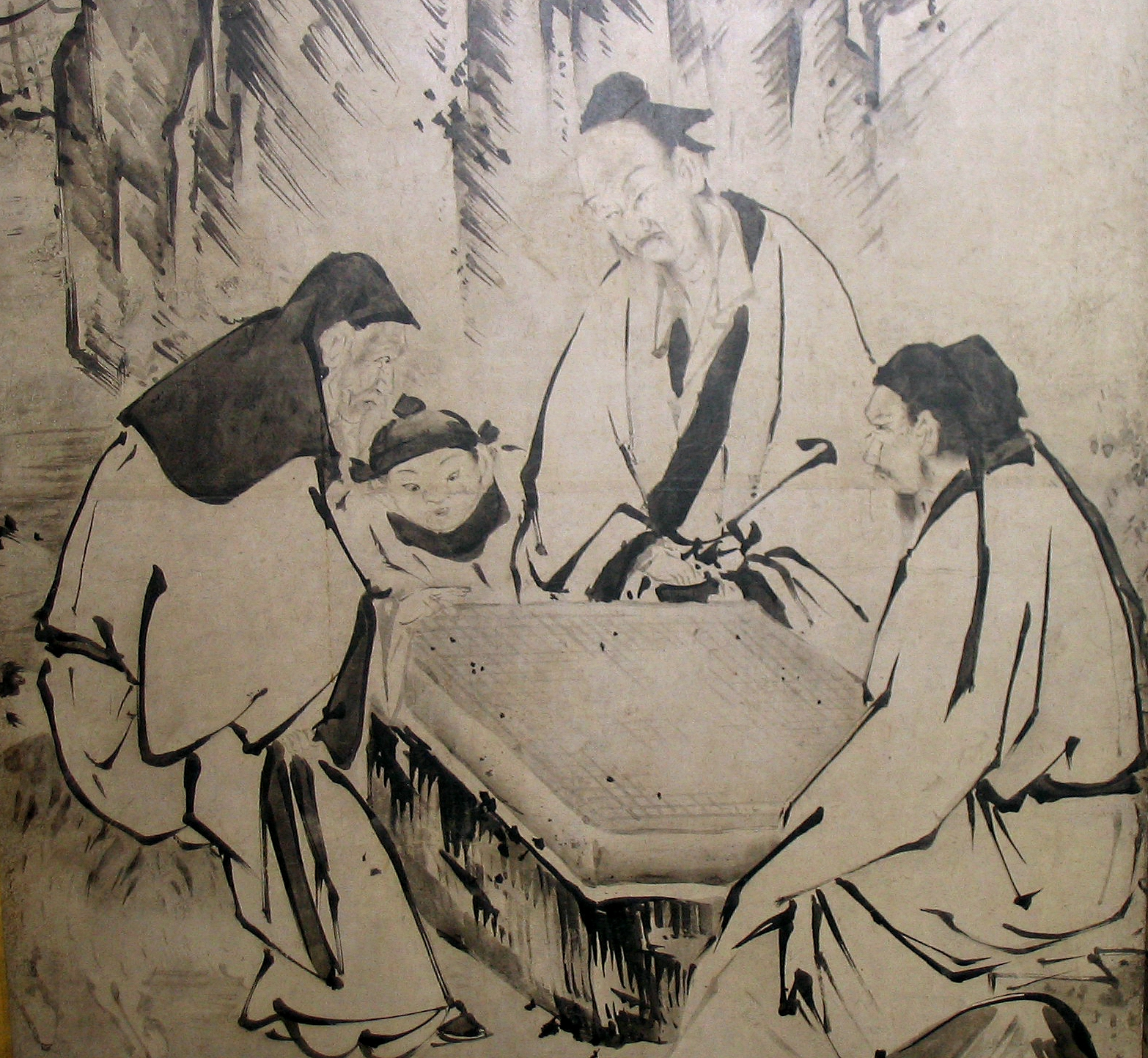
Detalhe de Os Quatro Cumpridos, por Kanō Eitoku.
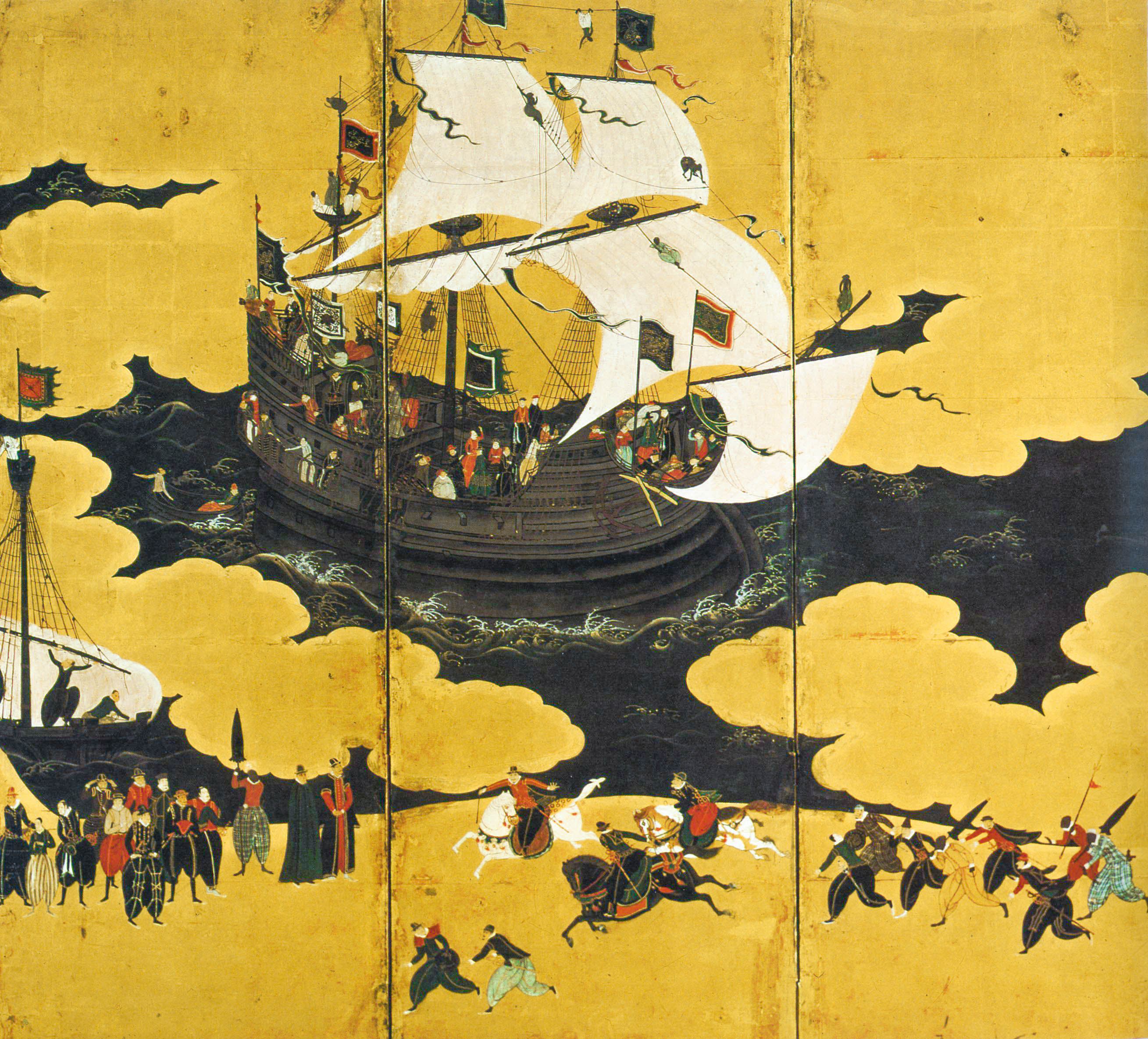
Pormenor mostrando a chegada de um navio Ocidental, atribuído a Kanō Naizen (1570–1616).
Biombos atribuídos a Kanō Domi.Biombos atribuídos a Kanō Domi.